# Титов, Борис Иванович
Бори́с Ива́нович Тито́в (1904—1992) — главный агроном
 Базановской МТС Бирского района Башкирской АССР (1937—1960). Герой Социалистического Труда (1948).

## Биография
Родился 20 декабря 1903 (2 января 1904) года в Омске. Происходил из семьи агронома, который в свою очередь, происходил из семьи отставного офицера, служившего на Кавказе и в Грузии и женившегося там на Марие Пицхелаури.
В начале 1904 года родители переехали в Екатеринбург. В 1914—1919 годах учился в реальном училище. Во время отступления белой армии семья Титовых была эвакуирована в Томск. В 1922 году переехал в Новониколаевск.
В 1925 году окончил Новониколаевский (Новосибирский) сельскохозяйственный техникум. В июне 1925 году возвратился на Урал, в Свердловск (ныне Екатеринбург). Работал районным агрономом в Свердловском округе, техником-землеустроителем, с 1929 г. — в Уралкоопхлебсоюзе. С 1930 года — старший агроном Михайловского районного кооперативного хлебного союза.
В 1931 году в порядке мобилизации Б. И. Титова командировали во вновь организуемую Лопатинскую МТС Лопатинского района Уральской области (ныне в Курганской области), где в 1932—1937 гг. работал старшим агрономом. Тяжело заболев, приехал на лечение в Башкирскую АССР.
После выздоровления осенью 1937 года поступил в Базановскую МТС (село Старобазаново Бирского района Башкирской АССР) старшим агрономом, затем назначен главным агрономом. Дважды, в 1939 и 1941 годах, был участником Всесоюзной сельскохозяйственной выставки в Москве.
Бирский район в 1947 году увеличил посевные площади ржи и пшеницы на 2 500 гектаров. В некоторых колхозах района урожайность доходила до 28 центнеров с гектара. В 1948 году с площади 654 гектаров было получено по 21 центнеру ржи с гектара.
За большие успехи в получении урожая зерновых Указом Президиума Верховного Совета СССР от 2 апреля 1948 года Б. И. Титову присвоено звание Героя Социалистического Труда.
В 1949 году награждён знаком «Ударник социалистического сельского хозяйства» Министерством сельского хозяйства СССР. В 1950—1951 годах исполнял обязанности директора МТС.
Главным агрономом Б. И. Титов работал до 1955 года, затем по состоянию здоровья перешёл на должность заместителя главного агронома по овощам. После реорганизации МТС работал в РТС агрономом по защите растений.
В 1960 году уехал в Свердловскую область, где работал в сельхозинспекции Белоярского района (агрономом-овощеводом, управляющим отделением) в районном управлении совхозов, с сентября 1964 года — председатель районной плановой комиссии, с сентября 1966 года — старший экономист.
Умер 28 февраля 1992 года в посёлке Белоярский Белоярского района Свердловской области. Похоронен на кладбище поселка Белоярский.

## Награды
- Герой Социалистического Труда, 2 апреля 1948 года — за большие успехи в получении урожая зерновых
  - Орден Ленина
  - Медаль «Серп и Молот»
- Медаль «За трудовое отличие»
- Медаль «За доблестный труд в Великой Отечественной войне 1941—1945 гг.»
- Знак «Ударник социалистического сельского хозяйства» Министерства сельского хозяйства СССР, 1949 год

## Семья
Отец Иван Михайлович после получения агрономического образования работал в Сибири, был переведен в Омск и потом — в Екатеринбург, возглавлял Каслинский агрономический округ, служил товарищем (заместителем) председателя земской управы Екатеринбургского уезда, а после революции был одним из руководителей учреждения «Уралкоопхлеб».
Мать происходила из семьи отставного горного инженера Алтайских заводов А. Н. Норина.
Брат Лев до войны был проводником на Кавказе, во время войны он возил лендлиз из Канады в Находку.
Жена Александра Изосимовна Титова (в девичестве — Кулакова) — домохозяйка, происходила из крестьянской семьи.
В семье было восемь детей. Старший сын Михаил, участник Великой Отечественной войны. Сын Арсен, (род. 14 октября 1948), российский живописец и писатель, сопредседатель Союза российских писателей. Младший сын Григорий.